# 軍事學校 (巴黎)
軍事學校（法語：École Militaire）是位於法國首都巴黎7區的一座軍事學校，靠近戰神廣場。巴黎軍事學校創建於1750年。拿破崙也曾經在這裡學習過。

## 外部連結
- Official website of CID （法文）